# Tioureia
Tioureia é um composto orgânico de carbono, nitrogênio, enxofre e hidrogênio, com a fórmula CSN2H4 ou (NH2)2CS. É similar à ureia, exceto que o átomo de oxigênio é substituído por um átomo de enxofre.
As propriedades da ureia e da tioureia diferem significativamente por causa das eletronegatividades relativas do enxofre e oxigênio. Tioureia é um versátil reagente em síntese orgânica. "Tioureias" referem-se a uma ampla classe de compostos com a estrutura geral (R¹R²N)(R³R4N)C=S. Tioureias são relacionadas a tioamidas, por exemplo: RC(S)NR2, onde R é metil, etil, etc.

## Estrutura
Tioureia é uma molécula planar. A distância na ligação C=S é 1.60±0.1 Å para uma ampla faixa de derivados. Esta estreita variaçao indica que a ligação C=S é insensível a natureza do substituinte. Então, a tioamida, a qual é similar a um grupo amida, é difícil ser perturbado.
A tioureia ocorre na forma de dois tautômeros:

## Síntese
A produção global anual de tioureia é aproximadamente 10 mil toneladas (números de 2007). Em torno de 40% é produzido pela Alemanha, outros 40% na China, e 20% no Japão.
A tioureia pode ser preparada a partir do tiocianato de amônio, mas mais comumente é sintetizada pela reação de sulfeto de hidrogênio com cianamida de cálcio na presença de dióxido de carbono.
{\displaystyle \mathrm {CaCN_{2}+3\,H_{2}S\rightarrow Ca(SH)_{2}+(NH_{2})_{2}CS} }
{\displaystyle \mathrm {2\,CaCN_{2}+Ca(SH)_{2}+6\,H_{2}O\rightarrow 2\,(NH_{2})_{2}CS+3\,Ca(OH)_{2}} }
{\displaystyle \mathrm {Ca(OH)_{2}+CO_{2}\rightarrow CaCO_{3}+H_{2}O} }

Muitos derivados de tioureia são úteis. Tioureias N,N-insubstituídas são geralmente preparadas por levar a cyanamida correspondente com LiAlHSH na presença de HCl 1 N HCl em éter dietílico anidro. LiAlHSH pode ser preparado por reagir enxofre com hidreto de alumínio e lítio.

## Aplicações
Tioureia reduz peróxidos aos correspondentes dióis. O intermediário da reação é um epidióxido instável, o qual pode somente ser identificado a -100 ℃. Epidióxidos são similares a epóxidos exceto porque possuem dois átomos de oxigênio. Este intermediário é reduzido a diol por tioureia.
Tioureia é também usada na execução redutiva de ozonólise resultando em compostos de carbonila. Sulfeto de dimetila é também um efetivo reagente para esta reação, mas é altamente volátil (p.e. 37 ℃) e tem um odor desagradável enquanto a tioureia é inodora e convenientemente não volátil (refretindo sua polaridade).